# Iouri Ivanov
Le Iouri Ivanov est un navire collecteur de renseignements de la marine russe, navire de tête 
de la classe Iouri Ivanov. Il sert dans la Flotte du Nord.

## Conception
La classe Iouri Ivanov (projet 18280) est un type de navire collecteur de renseignements d'origine électromagnétique (acronyme SIGINT en anglais) russe conçu par le bureau d'études central JSC « Iceberg ». Le déplacement du navire est de plus de 4000 tonnes, son autonomie de 8000 milles marins (13000 km) et son armement se compose d’armes antiaériennes légères. Le navire, par ses caractéristiques de performance et ses capacités, est considérablement supérieur aux navires des générations précédentes, principalement en raison de sa polyvalence et de son haut niveau d’automatisation et d’intégration des systèmes.

## Historique opérationnel
Le Iouri Ivanov a été construit par Severnaïa Verf à Saint-Pétersbourg. Sa quille a été posée le 27 décembre 2004 et il a été lancé le 30 septembre 2013,,. Il a été nommé d’après le vice-amiral Yuri Vasilievich Ivanov. Le navire a subi des essais en mer en décembre 2014, puis il a été mis en service le 26 juillet 2015, dans la flotte de la Baltique. En novembre 2015, le Iouri Ivanov a été transféré à la flotte du Nord basée à Severomorsk, dans l’oblast de Mourmansk.
En mai 2021, le Iouri Ivanov a été photographié alors qu’il surveillait de près le HMS Queen Elizabeth (R08) et son groupe aéronaval au large des côtes écossaises, dans le cadre de l’exercice massif Strike Warrior. Cet exercice impliquait plus de 20 navires de guerre, trois sous-marins et 150 avions de 11 pays. Il s’agissait d’un test final pour le groupe aéronaval avant son premier déploiement opérationnel en Méditerranée, dans l’océan Indien et en Asie-Pacifique.
Selon un tweet publié par le gouvernement français le 16 décembre 2022, la frégate FREMM Bretagne de la Marine nationale française a suivi le Iouri Ivanov du 9 au 12 décembre 2022 pendant son transit dans le golfe de Gascogne et jusqu'à sa sortie de la zone de responsabilité française, afin d’assurer la protection des approches maritimes française.
Le Iouri Ivanov est arrivé début janvier 2023 en Méditerranée, et l’a quittée le 5 mai 2023 en re-traversant le détroit de Gibraltar. Après son départ, la présence de la marine russe en Méditerranée a été réduite à son plus bas niveau depuis le début de la guerre en Ukraine.